# 아스카르 마민
아스카르 우자크파예비치 마민(카자흐어: Асқар Ұзақбайұлы Мамин 아스카르 우작바이울르 마민, 러시아어: Аскар Узакпаевич Мамин 카자흐어 발음: [ɑsqɑɾ o̙zaqbajo̙ɫɯ mamin], 1965년 10월 23일~)은 2019년부터 2022년까지 카자흐스탄 총리를 지낸 카자흐스탄의 정치인이다. 2016년부터 2019년까지 카자흐스탄 부총리를 지냈으며, 이전에는 카자흐스탄 국영 철도 회사 카자흐스탄 테미르 졸리의 사장을 지냈다. 2008년부터 현재까지 카자흐스탄 아이스하키 연맹 회장을 맡고 있기도 하다. 마민은 2022년 카자흐스탄 시위 여파로 카심조마르트 토카예프 대통령이 내각 총사퇴를 지시하면서 총리직에서 물러났다.
카자흐스탄 여당 누르 오탄(현재의 아마나트)의 당원인 마민은 2005년부터 2006년까지 다니얄 아흐메도프 정부에서 교통통신부 장관으로 재직했으며, 2006년부터 2008년까지는 아스타나 시장으로 재직하였다.

## 어린 시절과 경력
마민은 카자흐 소비에트 사회주의 공화국 첼리노그라드에서 태어났다. 첼리노그라드 토목대학교와 플레하노프 경제대학교를 토목공학과 경제학 전공으로 졸업했다.
마민은 "첼린탸지스트로이" 트레스타 창설자로서 자신의 경력을 시작했으며, 카자흐스탄 혁신 기업 연합 부국장을 지낸 바 있다. 마민은 1996년부터 2008년까지 아스타나 제1부아킴, 카자흐스탄 공화국 교통통신부 차관, 카자흐스탄 공화국 산업통상부 제1차관으로 재직하였다. 2006년, 마민은 아스타나 아킴 (주지사에 해당)에 임명되었다. 2008년, 카자흐스탄 테미르 졸리 사장이 될 때까지 아스타나 아킴으로 재직하였다.
2016년, 마민은 사긴타예프 정부의 제1부총리에 임명되었다. 2018년, 마민은 국영 기업 카자흐스탄 관광청의 이사회에 합류했다.

## 카자흐스탄 총리 (2019년~2022년)

### 임명
2019년 2월, 바키트잔 사긴타예프 총리는 누르술탄 나자르바예프 대통령의 지시로 해임되었다. 그 결과, 마민이 총리 권한대행이 되었고, 2월 25일에 카자흐스탄 의회에서 만장일치로 차기 총리 임명이 확정되었다. 다음날인 2월 26일, 마민은 내각 회의에서 정부가 국민의 삶의 질을 향상시키는 "구체적인 결과"를 목표로 해야 한다고 말했다.
2021년 1월 10일, 카심조마르트 토카예프 대통령은 카자흐스탄에서 열린 2021년 카자흐스탄 총선 당일 법률에 근거해 정부의 사임을 요구했다. 마민을 대신해 총리가 될 가능성이 있는 경쟁자로 바우이르잔 바이베크, 누를란 니그마툴린, 아세트 이세케셰프, 카나트 보줌바예프, 에르볼라트 도사예프, 바키트 술타노프가 거론되면서 마민의 거취를 추측하고 예측하는 내용이 나돌았다. 전 대통령이자 누르 오탄 대표 누르술탄 나자르바예프는 정부가 다른 나라들과는 정반대로 일을 해왔다고 말하면서 마민의 재선을 지지했다. 1월 15일, 토카예프는 카자흐스탄 제7차 의회 개회식에서 의회 구성원 99명 가운데 78명의 지지로 마민을 총리직에 다시 지명했으며 나머지는 기권했다. 총리 임명이 만장일치 지지를 받지 못한 건은 2007년 이후 처음이다. 마민은 이 세션에서 코로나19 범유행과 관련해 의회 야당의 비판을 받았다. 세션에서 마민은 삶의 질 향상, 소득 및 복지 향상, 투자 유치, 신기술 도입, 노동자의 달 신설 등 효과적인 조치가 취해질 것이라고 설명하며 자신을 지지해 준 의원들에게 감사를 표했다.

### 임기
2019년 6월 24일, 투르키스탄주 아리스의 마을 근처 탄약고에서 거대한 폭발이 발생하여 3명이 사망하고 89명이 부상당했다.  마민은 토카예프를 대신하여 6월 29일에 마을을 방문했으며, 그곳에서 2019년 8월 1일까지 모든 피해 복원을 완료하도록 명령했다.  피해 복원에는 561억 텡게가 배정되었고, 이 가운데 275억 텡게는 정부가 예비비로 배정했다.  8월 2일, 마민은 마을을 다시 방문하여 복원에 참여한 모든 사람들께 감사 의사를 표명했다.
2022년 1월, 마민은 2022년 카자흐스탄 시위의 여파로 총리직에서 물러났다.

## 외교 정책
2019년 7월 11-12일, 마민은 키르기스스탄과 타지키스탄을 공식 방문하였으며, 키르기스스탄의 소론바이 젠베코프 대통령을 만나 양자 무역, 경제 및 투자 협력에 관한 문제를 논의했다. 무함멧칼리 아불가지예프 키르기스스탄 총리와 마민은 비슈케크에서 열린 카자흐스탄-키르기즈 정부 간 협의회 제8차 회의에서 양국 간 무역과 경제 협력을 강화하려는 공동 계획의 개요를 논했다. 그 결과 양국 간 많은 계약이 체결되었다. 마민은 두샨베에서 타지키스탄 총리 코히르 라술조다와 새로운 협력 협정 7개에 서명하고 양국에 이익이 될 전략적 파트너십 과정과 관련한 약속을 논의했다.
2020년 7월 17일, 민스크에서 열린 유라시아 정부 간 협의회에서 마민은 미하일 미슈스틴 러시아 총리와 만나 코로나바이러스감염증-19 대응에 도움을 준 러시아 정부에 감사 인사를 전했다.
2020년 11월 6일, 독립국가연합 (CIS) 정부 정상간 화상회의에서 마민은 카자흐스탄의 국가 상품 출납 체계와 독립국가연합 내 무역 공급 체계의 원활한 구축을 제안했다. 국가 간 농산물의 흐름. 방사성 물질의 국경을 넘는 운송, 사회의 디지털 개발 분야에서 독립국가연합 회원국의 정보 협력, 원자력, 농업, 운송 부문, 공학 및 기타 분야에서 협력을 강화하기로 결정했다.